# Pseudechis porphyriacus
Pseudechis porphyriacus är en ormart som beskrevs av Shaw 1794. Pseudechis porphyriacus ingår i släktet Pseudechis och familjen giftsnokar och underfamiljen havsormar.
Denna orm förekommer i östra och södra Australien i Queensland, New South Wales, Victoria och sydöstra South Australia. Arten kan leva i olika habitat men den hittas oftast intill vattenansamlingar. Födan utgörs främst av groddjur och ödlor som kompletteras med små fåglar, däggdjur och andra ormar. Honor lägger inga ägg utan föder 8 till 40 ungar under våren.
Många individer dör när de äter den introducerade och giftiga agapaddan. Hela populationen antas vara stor. IUCN listar arten som livskraftig (LC).
Trots att det är en giftorm anses dess gift inte nödvändigtvis vara dödligt för människor. Cirka 20 dokumenterade fall av personer som har blivit bitna av ormen i Australien sedan 2005 har inte resulterat i några dödsfall.

## Underarter
Arten delas in i följande underarter:
- P. p. porphyriacus
- P. p. eipperi
- P. p. rentoni